# Alexis Heck

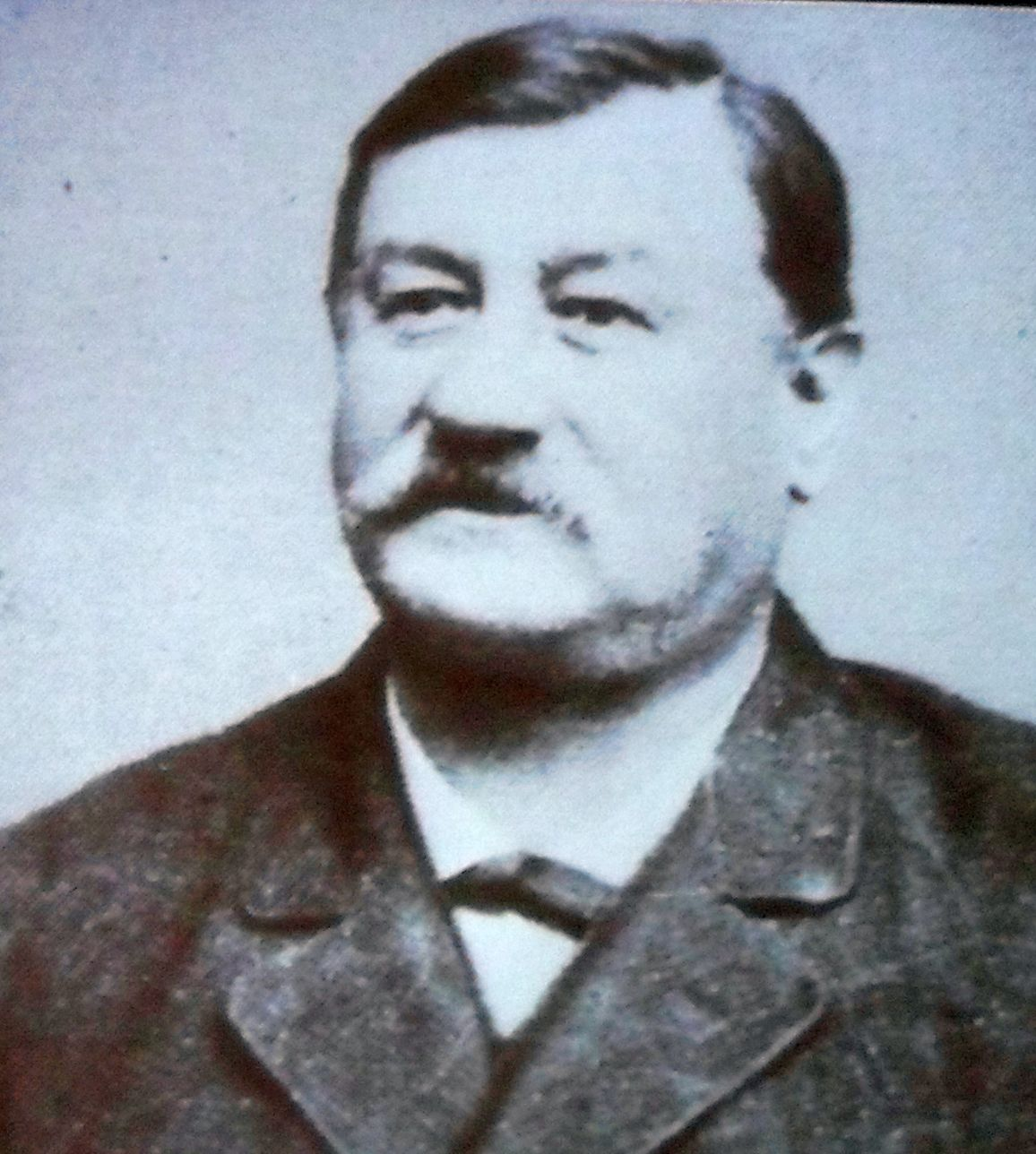
Alexis Heck

Alexis Heck (* 1830; † 6. Februar 1908 in Diekirch) war ein luxemburgischer Hotelbesitzer und Mitte des 19. Jahrhunderts ein Pionier des luxemburgischen Tourismuswesens.
Die Hotelschule Lycée technique hotelier Alexis Heck in Diekirch ist nach ihm benannt, zudem trägt auch ein Cocktail seinen Namen.